# OYEON
OYEON(1992년 ~)은 대한민국의 가수다. 2019년 싱글 ‘Stay with me’로 데뷔했다.

## 방송
- K팝스타 2 - Top18(11위)[1]
- K팝스타 6 더 라스트 찬스